# منتخب الإمارات العربية المتحدة لكرة السلة
منتخب الإمارات العربية المتحدة لكرة السلة هو ممثل الإمارات العربية المتحدة الرسمي في المنافسات الدولية في كرة السلة. ينتمي إلى منطقة الاتحاد الآسيوي لكرة السلة. انضم إلى الاتحاد الدولي لكرة السلة في 1976.

## البطولات التي شارك فيها
- بطولة آسيا لكرة السلة